# Gibibyte
O GibiByte (contração do inglês giga binary byte) é uma unidade medida para armazenamento eletrônico de informação, estabelecida pela Comissão Eletrotécnica Internacional (IEC) para designar 230 bytes de informação ou de armazenamento computacional. A sua abreviação é GiB.
- 1 gibibyte = 230 bytes = 1 073 741 824 bytes = 1 024 mebibytes

O gibibyte está muito relacionado com o gigabyte, que pode ser um sinônimo — embora incorreto — para gibibyte, ou uma referência para 109 bytes = 1 000 000 000 bytes, dependendo do contexto (ver prefixo binário).